# كليف بيل
كليف بيل (بالإنجليزية: Cliff Bell)‏ هو لاعب كرة قاعدة أمريكي، ولد في 2 يوليو 1896 في Kildare, Texas ‏ في الولايات المتحدة، وتوفي في 13 أبريل 1952 في لوس أنجلوس في الولايات المتحدة.